# Girl Power! Live in Istanbul
Girl Power! Live in Istanbul este unul dintre cele mai mari concerte realizate de către trupa britanică Spice Girls. Concertul a avut loc în Istanbul în perioada 12, respectiv 13 octombrie 1997.